# Sztaro Konyarevo
Sztaro Konyarevo (macedónul: Старо Коњарево) település Észak-Macedóniában, a Délkeleti körzetben, a Novo Szelo-i járásban.

## Népesség
| Lakosok száma | 570  | 645  | 742  | 847  | 887  | 900  | 616  | 611  | 300  |
|               | 1948 | 1953 | 1961 | 1971 | 1981 | 1991 | 1994 | 2002 | 2021 |

- 2002-ben 611 lakosa volt, akik mindannyian macedónok.